# Таллар (кантон)
Талла́р (фр. Tallard) — кантон во Франции, находится в регионе Прованс — Альпы — Лазурный Берег, департамент Верхние Альпы. Входит в состав округа Гап.
Код INSEE кантона — 0523. Всего в кантон Таллар входит 9 коммун, из них главной коммуной является Таллар.

## Коммуны кантона
| Коммуна          | Население, чел. (1999) | Почтовый индекс | Код INSEE |
| ---------------- | ---------------------- | --------------- | --------- |
| Жаржей           | 379                    | 05130           | 05068     |
| Лардье-э-Валанса | 198                    | 198             | 05071     |
| Ла-Сольс         | 905                    | 05110           | 05162     |
| Летре            | 109                    | 05130           | 05074     |
| Неф              | 570                    | 05000           | 05092     |
| Сигуайе          | 583                    | 05130           | 05168     |
| Таллар           | 2000                   | 05130           | 05170     |
| Фуйуз            | 138                    | 05130           | 05057     |
| Шатовьё          | 408                    | 05000           | 05037     |

## Население
Население кантона на 2007 год составляло 5 945 человек.
| 1962  | 1968  | 1975  | 1982  | 1990  | 1999  | 2006 | 2007  | 2008 |
| ----- | ----- | ----- | ----- | ----- | ----- | ---- | ----- | ---- |
| 2 572 | 2 762 | 2 892 | 3 346 | 3 783 | 4 588 | —    | 5 945 | —    |